# Ágost Lajos anhalt–kötheni herceg
Ágost Lajos anhalt–kötheni herceg (Köthen, 1697. június 9. – Köthen, 1755. augusztus 6.) Rathi Gizella Ágnes és Emánuel Lebrecht anhalt–kötheni herceg fia. 1728 és 1755 között volt Anhalt–Köthen hercege.